# Персы
Пе́рсы (перс. فارسی‌زبان‎ [fɒːrsi - zæbɒːn], перс. ایرانی‎ [irɒːni], перс. فارس‎ [fɒːrs], устар. перс.  پارس‎ [pɒːrs]) — иранский народ, основное население Ирана (по разным оценкам, составляют там от 56 % до 63 % населения). Этнолингвистическая общность многочисленных региональных групп населения Ирана, Таджикистана и Афганистана, для которой родным языком является персидский язык, представленный разнообразными диалектами. Крупнейшая и ведущая составляющая иранской нации, объединяемая общей оседлой земледельческой и городской культурой.

## Этногенез и терминология

### В древности

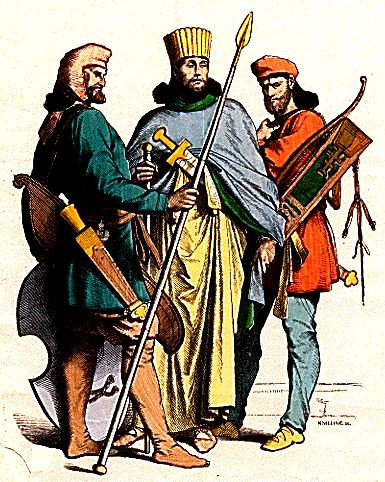
Костюмы древнего персидского дворянина и солдат

Этническое имя персов впервые упоминается в 836 году до н. э. в виде Parsuaš[прояснить] — названия одной из областей южнее озера Урмия в архивах ассирийского царя Салманасара III. С Парсуа воюет в 743 году до н. э. царь Тиглатпаласар III. В 639 году до н. э. Парсуа и Аншан уже упоминаются как союзники Ассирии против Элама.
Начиная с VII века до н. э. этническое имя персов (др.-перс. pārsa-), одного из союзов ираноязычных племён, заселивших Иранское плато в результате экспансии индоиранцев из Средней Азии, прочно связывается с регионом Аншана на восток от собственно Элама, известного с этих пор как Парса (Персида) — территория современного остана Фарс, колыбель персидской государственности и персидского языка. По всей видимости, уже в древнюю эпоху древнеперсидский язык был также распространён в соседних областях: Мекране и Кермане, население которых (гедрозиев и германиев) Геродот причисляет к персам.
Происхождение этнонима персов неотделимо от подобных названий других индоиранских племён: Паршу в Ригведе (ведич. parśu-), парфяне, пуштуны — от индоиран. *parśṷ(a)- буквально: «бокастый», то есть «крепкого телосложения», «богатырь». Производное от этого названия закономерно отражается в совр. перс. پهلوان‎ [pæhlævɒːn] «богатырь» (< др.-перс. *parθavāna- < древнеиран. *parśavāna-). При этом др.-перс. pārsa- — этноним и название страны — представляет собой вриддхи-форму от этого этнонима (*pārśṷa «относящийся к богатырскому племени»).

Держава Ахеменидов наибольших размеров

В V веке до н. э. вследствие греко-персидских войн персы ассоциировались с варварами, но несмотря на тот факт, что их уровень военной подготовки уступал боевым качествам греков, Персия воспринималась Грецией как серьёзная угроза.

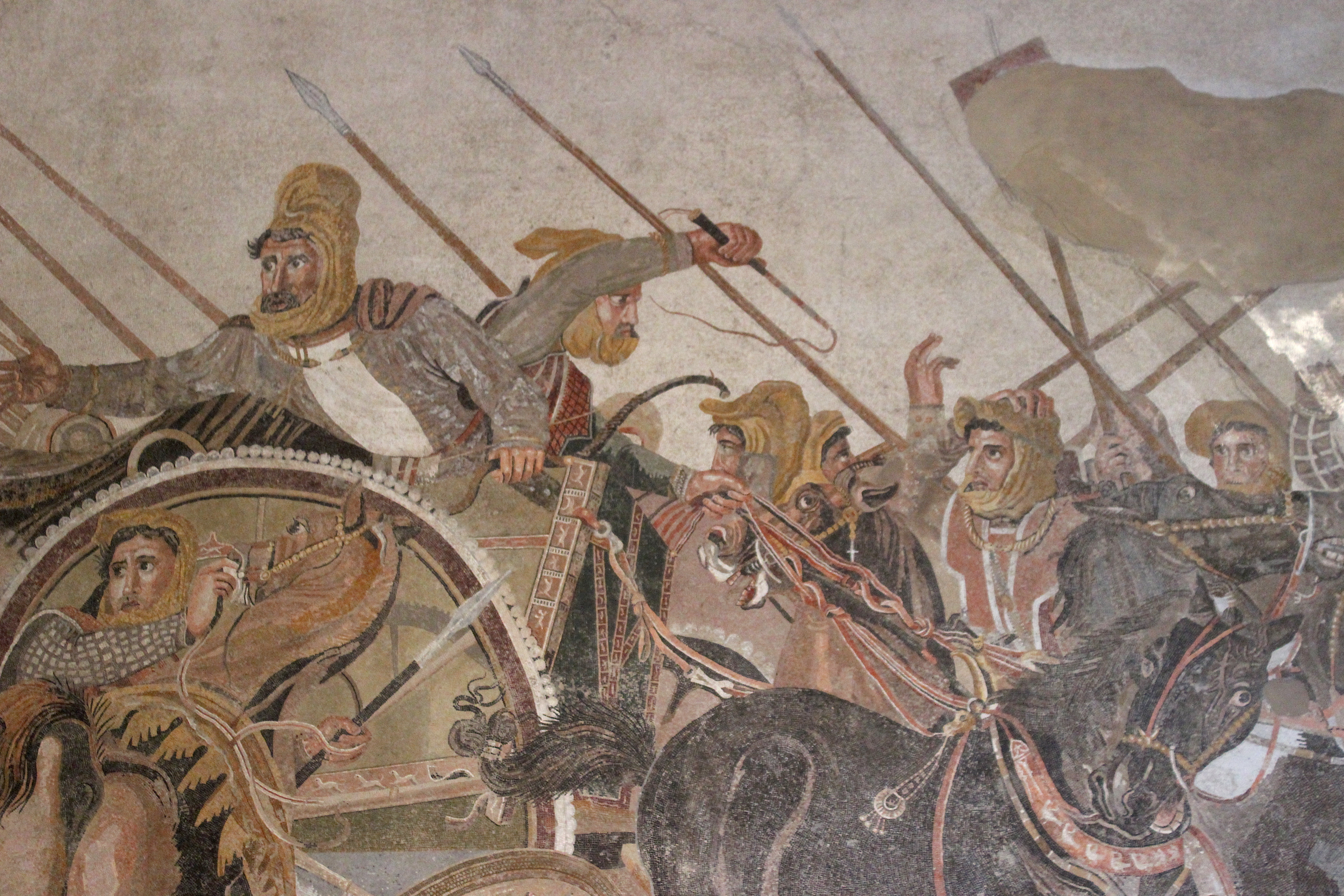
Дарий III, Оксафр и другие персидские воины на фрагменте мозаики битвы при Иссе

В возвысившейся в VI веке до н. э. Ахеменидской империи персы были ведущим этносом, благодаря чему их имя стало широко известно в Средиземноморье (через др.-греч. Πέρσες). В аршакидский период Парс (Персида) стала лишь одной из областей империи парфян, этноним которых, однако, стал известен в античном мире в юго-западноиранской (древнеперсидской) форме.
В персидской более поздней форме этноним парфян проник и в Древнюю Индию — санскр. pahlava-. Начиная с Сасанидской эпохи этим же именем в Индии стали называть самих персов.

### В сасанидскую эпоху

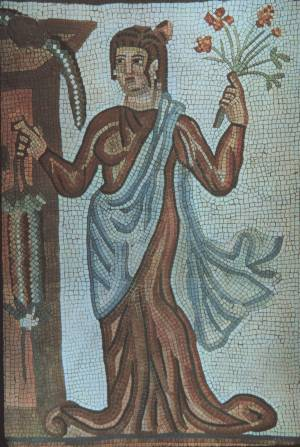
Сасанидская напольная мозаичная деталь из дворца Шапура I

В конце Ахеменидской эпохи доиранское население Персиды было, по всей видимости, уже персизировано, однако среднеперсидский язык не распространялся за её пределы и оставался языком местных правителей фратараков. Лишь с возвышением Сасанидов (III век н. э.) язык Парса (пехл. pārsīk) становится официальным в обширной Иранской империи (пехл. Ērān-šahr) и языком государственной религии — зороастризма. Со временем разговорный среднеперсидский распространяется на север и восток, вытесняя северо-западные иранские диалекты. Так в Хорасане к V—VI векам он вытеснил парфянский язык. Эта экспансия послужила основой формирования новой персоязычной общности, охватывающей не отдельный регион Сасанидской империи, а все основные области Ирана.

### В исламском мире

#### Персы и классическийперсидский
После арабского завоевания Ирана (VII век), несмотря на период господства в официальной и религиозной сфере арабского языка, персизация ираноязычных областей Большого Ирана и распространение в них разговорных персидских диалектов только усилились. В областях Тохаристана, Кабула и Мавераннахра персидский язык, принесённый обращёнными в ислам хорасанцами, участвовавшими в арабском завоевании этих областей, стал одним из средств и символов исламизации. Персизация и исламизация этих регионов стала основой формирования современной таджикской общности.
Классический новоперсидский язык (فارسی fārsī, دری darī), господствовавший на протяжении тысячелетия во всех неарабских областях исламского мира, сформировался в IX—X веках на территории Хорасана и Мавераннахра и распространился в дальнейшем в Западном Иране, вытесняя местные диалекты, в том числе в самом Фарсе.
В мусульманском Иране этноним «персы», «персидский» (پارس pārs и арабизированная форма فارس fārs) фактически не использовался как самоназвание персов-мусульман. Основными его значениями были:
1. «Зороастрийцы» как непосредственные наследники сасанидских персов. Например, суфийский автор Али ибн Усман аль-Джуллаби Аль-Худжвири, персоязычный уроженец Газны (X — начало XI века), пишет, что «персы называют комментарий на свою Книгу „Зенд у Пазенд“», имея в виду под «персами» зороастрийцев[49].
2. Этническое происхождение населения Ирана, уходящее корнями в эпоху Сасанидов. При этом широкое распространение персоязычия уже в Сасанидском Иране приводило к смешению понятий «персидский» и «иранский». Мусульманские авторы называют «персами» по происхождению носителей разных иранских языков: хорезмийского[50], табари (старомазендеранского) и азери. Известный персидский историк Масуди пишет[51]:

Персы — это народ, населяющий горы Махат и Азербайджан вплоть до Армении и Аррана, Байлекан и Дербент, Рей и Табаристан, Маскат и Шабаран, Джурджан и Абаршахр, то есть Нишапур, Герат и Мерв и другие области в земле Хорасана, Седжистан, Керман, Фарс и Ахваз… Все эти земли были когда-то единым царством с одним царём и одним языком.. хотя язык немного отличается… Существуют различные языки, такие как пехлеви, дари, азери и другие персидские языки.

#### Аджамы
Распространённым наименованием персоязычных жителей Ирана после мусульманского завоевания стало арабское слово عجم [ʕadʒam] «бормочущий», широко используемое и как самоназвание в персидской литературе, прежде всего в западных областях, где было особенно актуальным противопоставление عرب [ʕarab] «говорящий ясно», «араб» — عجم [ʕadʒam], «иранец».
В представлении писателей-арабов X века, например того же ал-Масуди, персы (ал-фурс) были единый народ (уммат) с единым языком, хотя и разделённым на диалекты, с территорией, включавшей помимо областей современного Ирана также часть (восточную) Закавказья, Хорасан (куда входили и Мавераннахр, и часть современного Афганистана и почти современные территории Таджикистана и Узбекистана). Этот народ первоначально чаще называли аджам, букв. «неарабы», или, точнее, «говорящие на непонятном (для араба) языке» (ср. слав. «немец»). Позже, где-то с X века, на них постепенно перешло наименование таджики, то есть не арабы. В некоторых случаях слово таджик обозначает аджам, то есть, народ который под охраной персидской короны. Следовательно, есть основания говорить о формировании в IX—X веках этнической общности («таджиков»), которая включала предков современных персов и таджиков, а также некоторое другое ираноязычное население (например, говорившее на языке азери в Азербайджане). Много позже, уже в послемонгольское время, в новых условиях эта общность, часть которой (в Азербайджане и Мавераннахре) подверглась тюркизации, стала распадаться на самостоятельные общности. Формирование этой этнической общности играло большую роль в период образования на востоке Халифата полусамостоятельных и самостоятельных государств.

### В наши дни

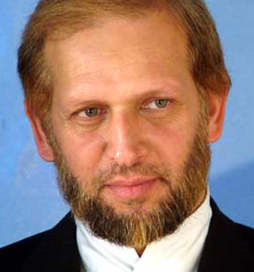
Иранский политический аналитик Мохаммед Али Рамин

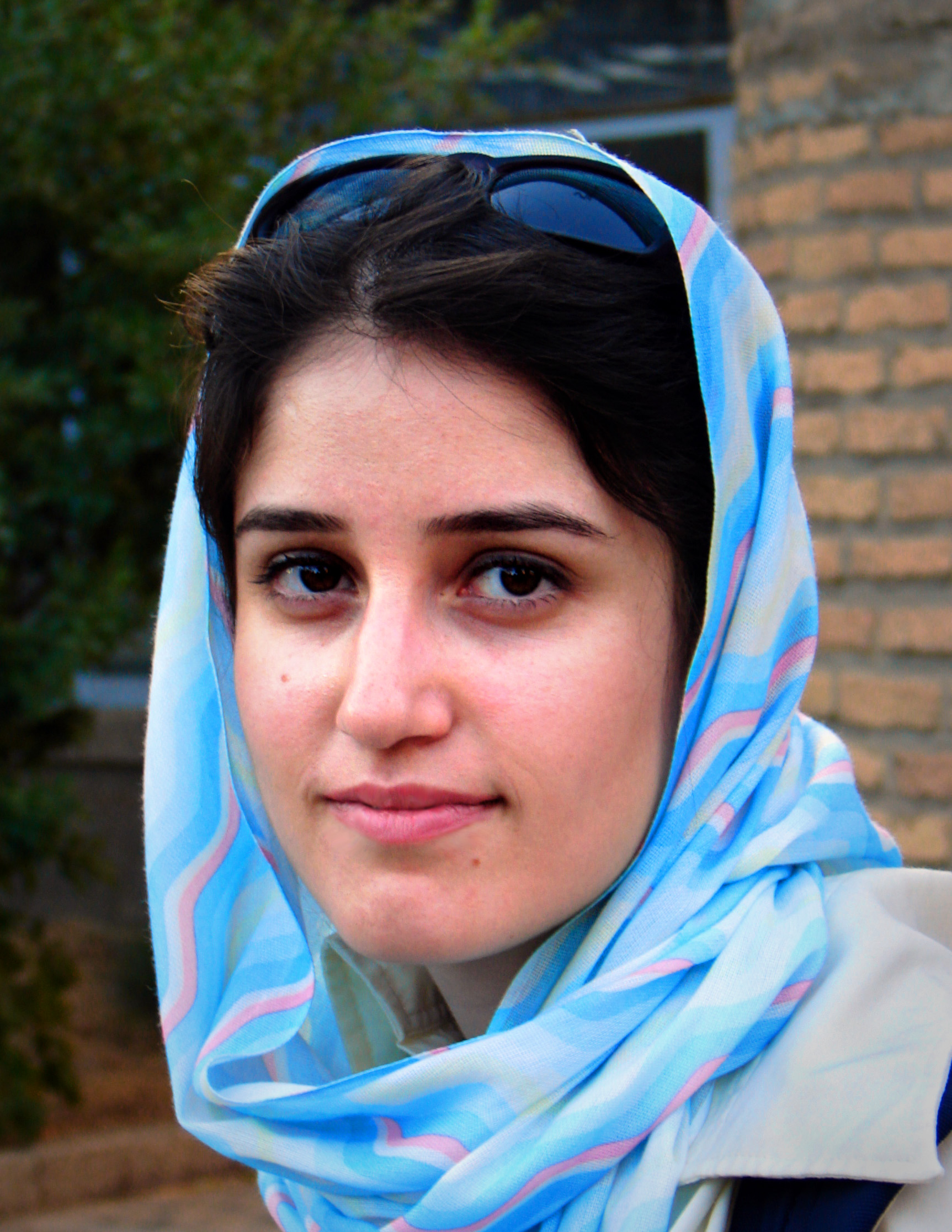
Персидская девушка из Ирана

До 1935 года на Западе Иран назывался «Персией», однако в самом Иране это название фактически было неизвестно, и его эквивалент «Фарс» означал лишь одну из областей страны. Население Ирана, основную часть которого составляли персоязычные, называло чаще всего себя по названию областей (خراسانی «хорасанец», اصفاهانی «исфаханец» и т. д.). С началом правления династии Пехлеви (1925 год) благодаря популяризации древнего имени страны «Иран» этноним ایرانی [irɒːni] (разг. ایرونی [iruni]) «иранец» стал основным национальным самоопределением персоязычных иранцев, хотя он не может дифференцировать их от других ираноязычных и неираноязычных народов Ирана. Если необходимо данное уточнение, обычно используют термин فارسی‌زبان [fɒːrsi-zæbɒːn] «персоязычный», подразумевая, что персидский язык, которым владеют более 90 % населения Ирана, является родным, в отличие от тех, для кого этот язык второй и кто дома разговаривает на другом иранском или неиранском языке. Учитывая широкие ассимиляционные процессы в Иране, следует выделить также третью промежуточную группу: ли́ца, для которых персидский язык стал первым и родным, но которые помнят о своих «неперсидских» корнях или продолжают относить себя к другому этносу (азербайджанцы, арабы, мазендеранцы и т. д.).
Этноним فارس [fɒːrs] или پارس [pɒːrs] употребляется так же редко, как и в классическую новоперсидскую эпоху.

## Расселение
Составляя чуть более половины (61 %) численности населения Ирана (более 50 млн чел.), персы проживают по всей территории страны, однако большинство из них сосредоточено в центральных, южных и восточных областях. Традиционные области расселения персов представляют собой земледельческие искусственно орошаемые оазисы вдоль постоянных рек или в предгорьях, где выходят на поверхность кяризы. С началом активной урбанизации стремительно разрастаются персоязычные города, многие из которых превратились в промышленные города-миллионники (Тегеран, Мешхед, Кередж, Исфахан, Шираз, Кум).

### Культурно-исторические регионы и субэтносы
Персидский этнический массив охватывает несколько исторических регионов Ирана, где персы составляют большинство населения, каждый из которых отличается культурным своеобразием и таким образом может считаться соответствующим отдельному персидскому «субэтносу»:
- Персидский Ирак (Эрак-е Аджам, перс. عراق عجم‎)
  - Хамадан
  - Казвин
  - Меркези (или собственно Эрак)
  - Кум
  - Тегеран (в древности Рей)
  - Исфахан (включая Кашан)
- Хорасан (перс. خراسان‎)
  - Семнан (Шахруд, Дамган, Гармсар)
  - Хорасан-Резави (Мешхед, Нишапур, Себзевар и др.)
  - Южный Хорасан (Кухистан)
- Систан (перс. سیستان‎) — северная часть остана Систан и Белуджистан
- Южный и центральный Иран («Большой Фарс», перс. فارس‎)
  - Фарс
  - Йезд
  - Керман
- Побережье (персы-бандари, перс. بندری‎)
  - Бушир
  - Хормозган

Значительные автохтонные группы персов также проживают в останах Хузестан (персы-хузестани), Северный Хорасан, Керманшах. Более 200 тыс. персоязычных проживает на территории Ирака. Персоязычные переселенцы в Бахрейне образуют сообщество, известное как аджамы Бахрейна.

### Группы с другими иранскими языками
Среди массивов персо- и азербайджаноязычного населения известны районы распространения различных иранских языков, диалектов или «диалектных полос» (континуумов). Носители таких языков поголовно двуязычны (или трёхъязычны) и в отличие от таких оформленных общностей, как курды, луры, гилянцы, мазендеранцы и др., не обладают отдельным самосознанием, не имеют существенных культурных отличий и в статистике обычно учитываются «персами». Эти диалекты являются остатками древних языков Ирана, вытесненных в результате распространения классического персидского языка (персизации). На бытовом уровне носители часто считают их «диалектами персидского языка».
- Юго-западные диалекты:
  - Диалекты Фарса — диалекты «таджиков» Фарса в районе Казеруна
  - Диалекты Ларестана (юг остана Фарс)
  - Башкарди (на юго-востоке от Бендер-Аббаса, остан Хормозган)
- Северо-западные диалекты:
  - Тати — диалекты «азербайджанских персов», островками представленные в районах компактного расселения иранских азербайджанцев, потомки иранского языка Азербайджана (азери), в целом вытесненного тюркскими диалектами (останы Меркези, Казвин, Зенджан, Восточный Азербайджан).
  - Языки Семнана — довольно разнородные разговорные языки городов Семнан, Сангесар и их окрестностей (остан Семнан).
  - Центральноиранские диалекты — распространены в районах, прилегающих к пустыне Деште-Кевир, и других регионах (останы Исфахан, Меркези, Йезд, Хамадан, Фарс).

### Персоязычные вне Ирана
Персоязычные (суб)этносы с оседлой земледельческой культурой продолжают единый этнокультурный ареал на восток и север от Ирана:
- Фарсиваны (в узком смысле) — шиитское население западных провинций Афганистана долгое время составляло единое целое с хорасанскими и систанскими персами Ирана, пока не было подчинено афганскими правителями в XVIII веке.
- Таты — «закавказские персы».

## Язык и литература
Персидский язык — язык с одной из древнейших зафиксированных историй, восходит к древним иранским диалектам Фарса, где зарождались его непосредственные предшественники: древнеперсидский и среднеперсидский. Классический новоперсидский язык, зародившийся в Хорасане и Мавераннахре и испытавший большое влияние арабского языка, обладает богатейшей литературой, связанной с именами всемирно известных поэтов Рудаки, Фирдоуси, Хафиза, Хайяма, Саади, Низами, Руми, Джами, Аттара, Санаи и др. Во многих средневековых мусульманских государствах он использовался как официальный язык администрации и двора, зона его прямого или косвенного воздействия охватывала Османскую Империю, Кавказ, Золотую Орду, Среднюю Азию, Восточный Туркестан, Индию (Южную Азию). В современном Иране персидский язык — единственный государственный и официальный язык, им владеет практически всё население страны.

## Религия
В Сасанидском Иране государственной религией был зороастризм, и большинство ираноязычного населения исповедовало эту религию. Зороастрийские храмы обладали обширными территориями, а их жрецы имели большое влияние среди местного населения. После арабского завоевания лишённая государственной поддержки и дискриминируемая на официальном уровне религия стала стремительно терять последователей. Появились гонения на иноверцев, им запрещалось селиться рядом с мусульманами, демонстративно проводить немусульманские обряды, ездить верхом на лошадях. Тем не менее до IX—X веков персы-зороастрийцы составляли значительную часть населения, особенно в северных, южных и восточных районах Ирана. Значительный урон в Персидском Ираке, Фарсе и Хорасане с разрушением храмов и массовыми обращениями в ислам зороастрийская община понесла при правлении Аббасидов (с VIII в.) и иранских мусульманских династий (Буиды, Саманиды и др.). После монгольского нашествия небольшие группы зороастрийцев остались только в окрестностях городов Йезд и Керман. От них происходят современные зороастрийцы Ирана, количество которых не превышает 50 тыс. чел. Хотя наследие зороастризма в культуре современных персов значительно и часто используется как национальный символ, большинство персов слабо осведомлены о своей древней религии.
В эпоху Омейядов обращение персов в ислам происходило прежде всего в виде придания им статуса мавали («клиентов») разных арабских племён, вторгшихся в Иран. Политика Аббасидов сделала ислам более интернациональным и открыла дорогу к широкому обращению неарабских народов, в том числе персоязычных. Первоначально на территории Ирана господствовал суннизм и многие известные учёные персы раннего средневековья были суннитами (Абу Ханифа, Абу Давуд, Хаким Нишапури, Газали, аль-Бухари, Абу Иса ат-Тирмизи и др.). Тем не менее постепенно из иракских центров стал распространяться иснаашаритский шиизм, особенно укрепившийся в городах Кум, Кашан, Себзевар и др. Окончательное закрепление этой ветви ислама в Иране связано с правлением династии Сефевидов, объявивших иснаашаритский шиизм государственной религией и развернувших широкую кампанию по обращению (часто насильственному) суннитов. На сегодняшний день шиизм — государственную религию Ирана — исповедует более 90 % населения и подавляющее большинство персоязычных. На территории Ирана расположена такая значимая шиитская святыня как Мавзолей Имама Резы в Мешхеде.
Бахаизм, религия, возникшая в XIX в. в Ширазе, составляет крупнейшее в Иране неисламское религиозное меньшинство (до 500 тыс. чел.), однако не признаётся на государственном уровне, и персы-бахаи подвергаются преследованиям.

## Антропология
Антропологически персы в основной массе представители индо-иранской расы.

## Традиционная культура

### Хозяйство
Первоначально персы были нацией пастухов и скотоводов, которая могла работать в самых разных условиях.
Большинство персов — сельские жители, основные занятия которых — пашенное земледелие (в значительной степени основанное на искусственном орошении), садоводство и овощеводство, скотоводство. Главные культуры — пшеница, рис, ячмень, табак, клевер, просо, джугара, сахарная свёкла, чай. В животноводстве преобладает мелкий рогатый скот.
Из ремёсел развиты ковроделие, ручное ткачество (шерсть, ситец), производство металлических изделий, чеканка, инкрустация перламутром и костью. Персы, живущие в городах, — ремесленники, торговцы, служащие и др. Персы составляют также значительную часть рабочих страны. Многие заняты в нефтяной промышленности.

### Бытовые традиции

Курение кальяна

Поселения могут иметь беспорядочную планировку. Поскольку в Иране преобладает горный рельеф, то их селения похожи на селения других горных народов. Другой тип поселения — кале (крепость). Оно имеет глинобитную ограду и ворота.
Жилище — глинобитное, крыша — из камыша. В строительстве используется дерево и кирпич. Дома обращены глухой стеной на улицу, а внутри находится замкнутый двор. У богатых во дворе — сад и бассейн. Иногда во дворе устраивается веранда (айван). Внутреннее помещение делится на мужскую (бирун) половину и женскую (эндерун). В быту используется низкая мягкая мебель, ковры, тюфяки. Посуда, утварь и вещи хранятся в нишах. Для отопления служат камины, печи и жаровни.
Мужской национальный костюм состоит из белой рубахи, чёрных штанов, безрукавки и кафтана (каба). Состоятельные люди носят сюртук (сердари). Обувь — с вязаным верхом, подошва — из прессованных тряпок. Сельский костюм — белая рубаха, синие штаны, синий кафтан или овчиный тулуп. Головной убор — войлочная шапка (кулах) или шапочка (аракчин), сверху которой наматывается чалма (тюрбан). У женщин — рубаха, штаны, кофта, юбка. Лицо закрывают белым покрывалом. Персидское название штанов (шаровары, шелвар) вошло во многие языки мира.
Пища — рис, мясо, маринады, лепёшки, овечий сыр, молочные продукты, фруктовые сиропы.

### Культура
Устное народное творчество персов, их театральная поэзия, литература и др., со стороны средневековой и современной культуры весьма богаты.
Литература в Иране возникла давно, уже на древнеперсидском и среднеперсидском писались произведения, например «Авеста», династийная хроника «Хвадай-намак» и др. Известен сборник «Калила и Димна», — вариант индийской «Панчатантры». Развивались жанры национальной поэзии, — рубаи, газели, бейты. Существует эпос, легенды, сказки. Наиболее популярный герой легенд — богатырь Рустам.
Архитектура также имеет древнюю историю. При Ахеменидах строили дворцы и культовые сооружения, зороастрийские храмы, квадратные в плане каменные башни. Позже возник мусульманский тип храма — мечеть. Использовались дерево, камень, сырцовый кирпич. В украшениях популярны были сдвоенные полуфигуры животных. Очень большое развитие получило искусство орнамента, который близок арабскому и турецкому. Была развита миниатюра. У персов (шиитов), в отличие от арабов (суннитов), не было запрещено изображение живых объектов, людей, животных.
Театр также возник в древности. Театр базигер — бродячие актёры типа европейских жонглёров, русских скоморохов. Известны были пантомима, кукольный и теневой театры. До начала XX века существовали масхаребазы (бродячие актёры).

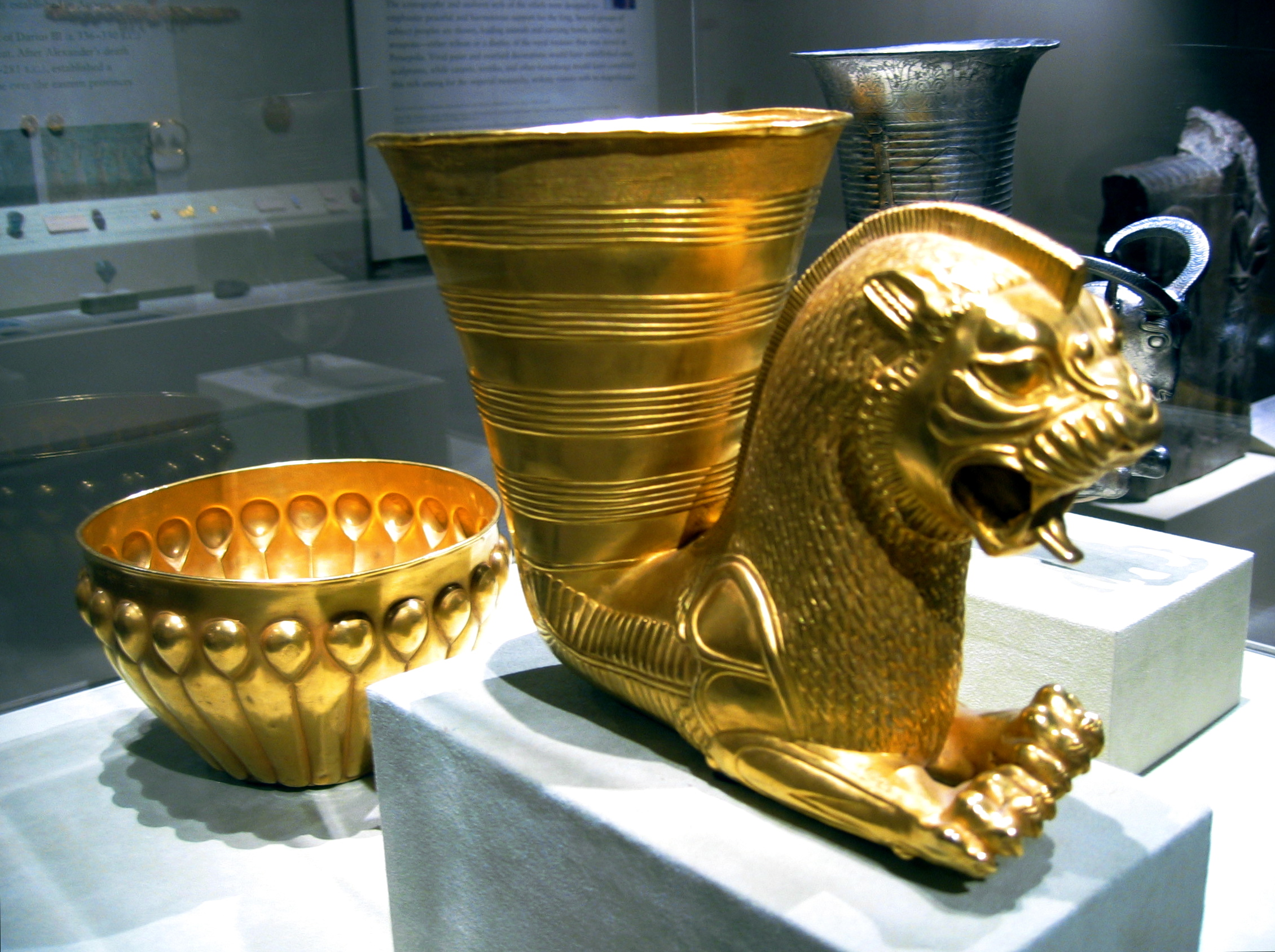
Ахеменидские золотые сосуды V века до н. э. Метрополитен-музей, Нью-Йорк
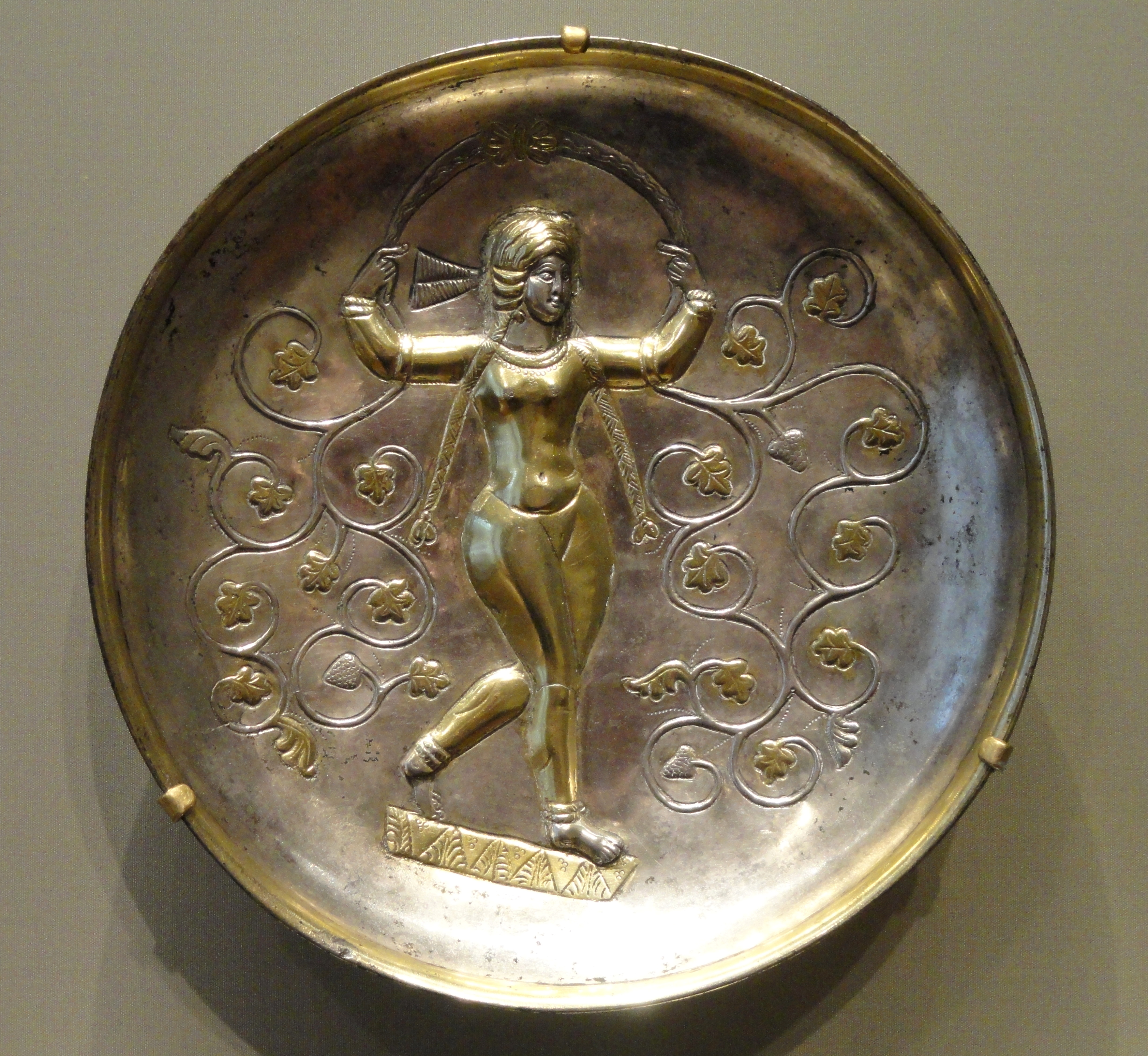
Древняя иранская богиня Анахита, изображённая на сасанидском серебряном блюде. Художественный музей Кливленда, Кливленд
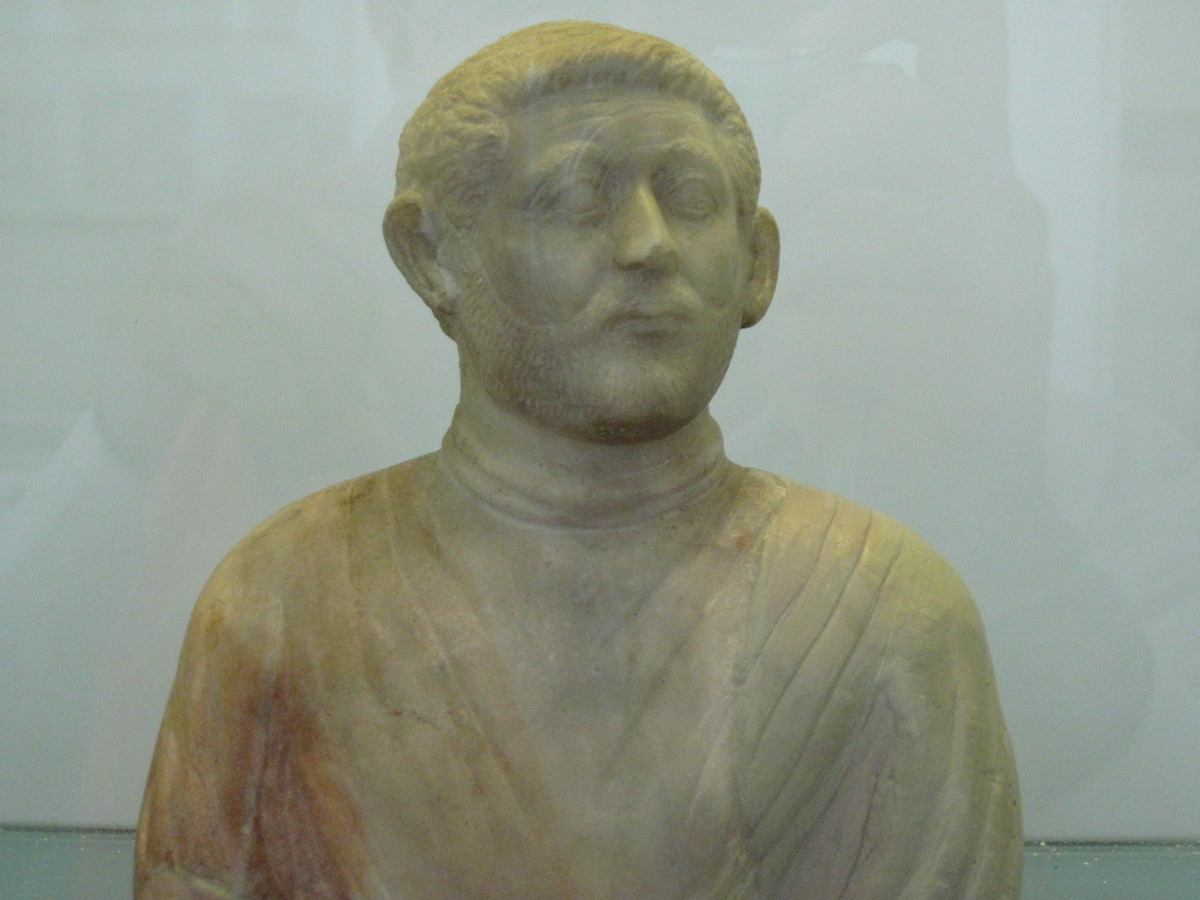
Сасанидский мраморный бюст. Иранский национальный музей, Тегеран
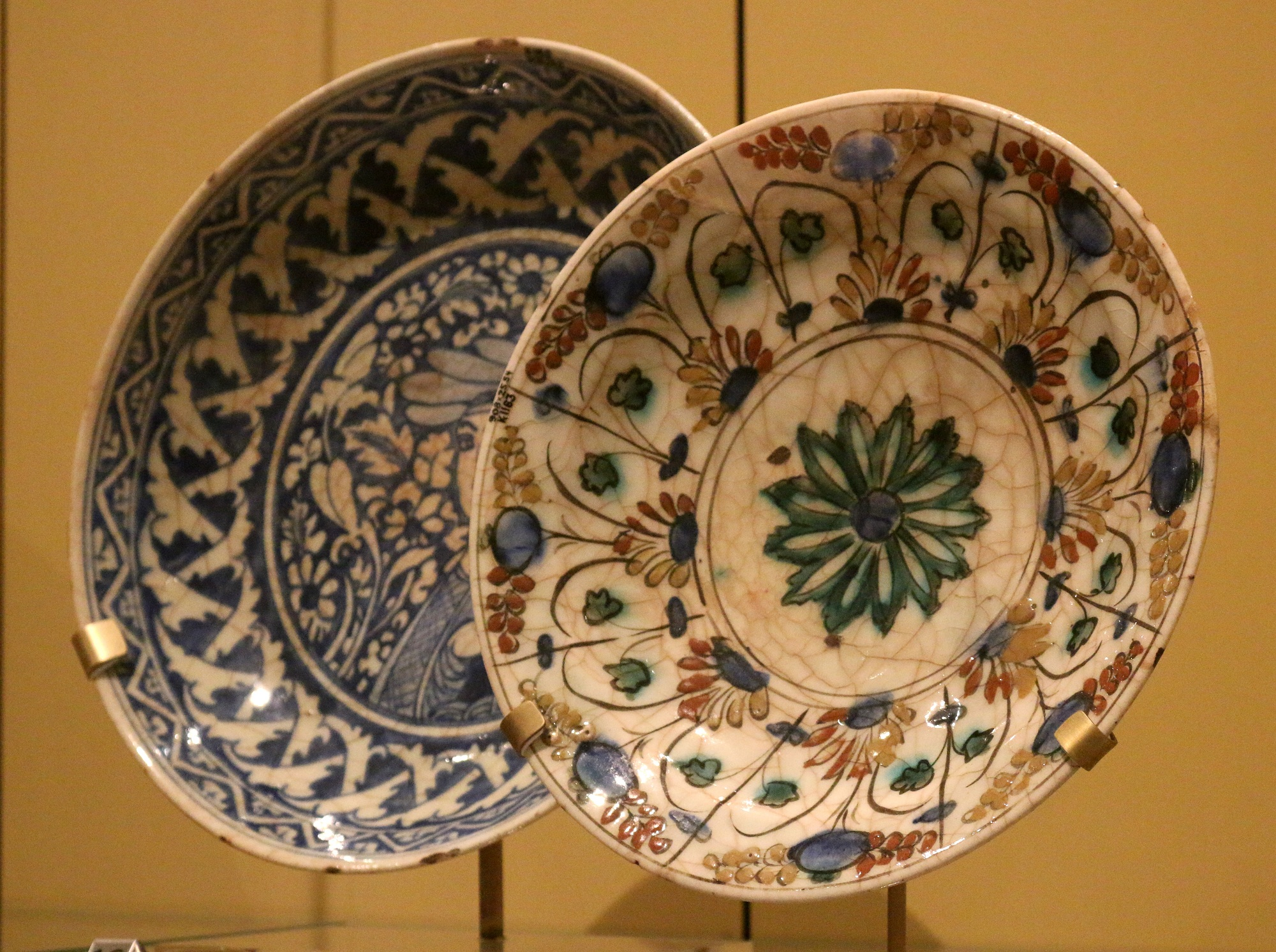
Персидские гончарные изделия[англ.] XVII века из Исфахана. Королевский музей Онтарио (Торонто)

### Музыка

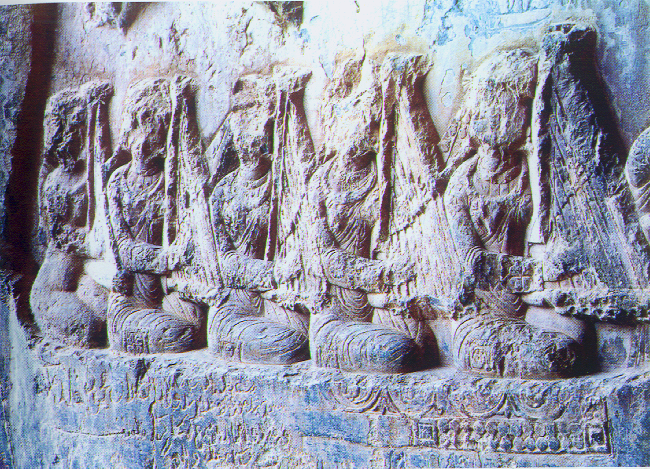
Рельеф из Так-е Бостана, изображающий сасанидских женщин, играющих на чанге — древнем музыкальном инструменте

Музыкальная культура Ирана — результат многовекового исторического процесса формирования и развития музыкальных традиций, создавших богатое музыкальное наследие иранского народа.
Сведений о музыке древнего Ирана почти не сохранилось. Вместе с тем музыкальные инструменты, а также эстетические теории, обобщающие и оценивающие различные явления музыки, указывают на связь музыкальной культуры Ирана с музыкальными традициями Месопотамии (одного из древнейших очагов мировой цивилизации).
Музыка и поэзия составляли существенную часть раннесредневековой культуры Ирана. Стихосложение, видимо, служило важным показателем принадлежности к светскому обществу Ирана. Из источников неизвестно, каким образом обучались парфянские госаны, но преобладание наследственной передачи профессий в Древнем Иране делает вероятным семейное обучение и передачу знаний от отцов детям. Представляется возможным, что каждый феодальный род имел своих родовых госанов-менестрелей, знавших историю и традиции рода и воспевавших их в своих произведениях.
Ко времени зарождения ислама на территории государства Сасанидов (III—VII века) существовала развитая классическая музыкальная традиция, некогда формировавшаяся в процессе тесного взаимодействия с музыкальной традицией Византии. После завоевания Ирана мусульманами классическая музыка Сасанидов была заимствована и адаптирована на всей территории ислама. С IX века начинается расцвет придворного искусства, в народе приобретают популярность мутребы (певцы-танцоры). Развитие получает теория музыки. Начиная с XV века существуют свидетельства о музыкальной нотации.
Со второй половины XIX века на иранскую музыку начинает оказывать влияние европейская музыка, в Тегеране при Имперском колледже была основана музыкальная школа европейского типа. В 1920-х годах композитор, исполнитель-виртуоз на таре, профессор Тегеранского университета Али Наги Вазири положил начало обучения национальной музыке, записал на ноты дастгахи, издал учебник теории музыки, открыл в Тегеране музыкальную школу, в которой обучались первые профессиональные музыканты Ирана.
Сегодня профессиональная (классическая) и народная музыка Ирана существует в основном как монодическая. В её основе своеобразная ладовая система дастгāх (перс. دستگاه‎ [dastgāh]).

### Праздники

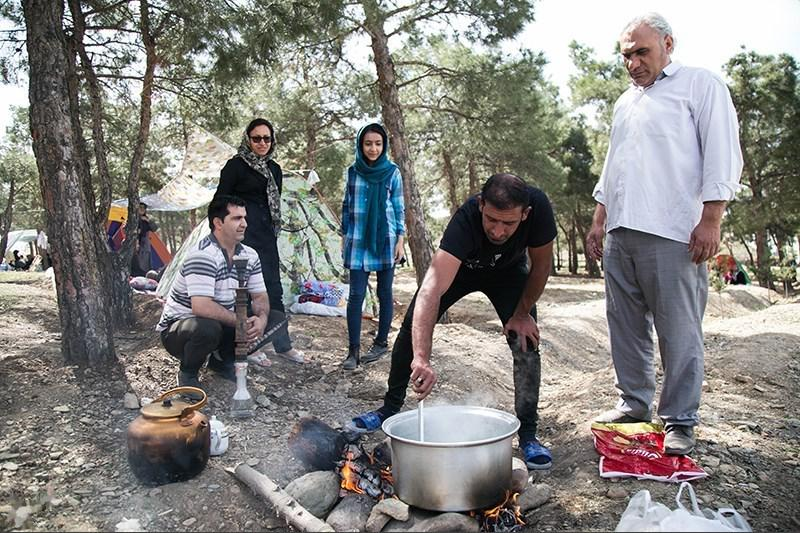
Иранцы отмечают Сиздах-бе-дар

- Новый год (Ноуруз, Навруз) (в переводе с персидского новый день, дословно — новый луч) — празднуется в течение 13 дней после весеннего равноденствия.
- Чахаршанбе-Сури — праздник костров перед зимним солнцестоянием
- Ялда — ночь зимнего солнцестояния, День Рождения Митры
- Мехреган — именной день Митры
- Сиздах-бе-дар — День Природы

### Архитектура

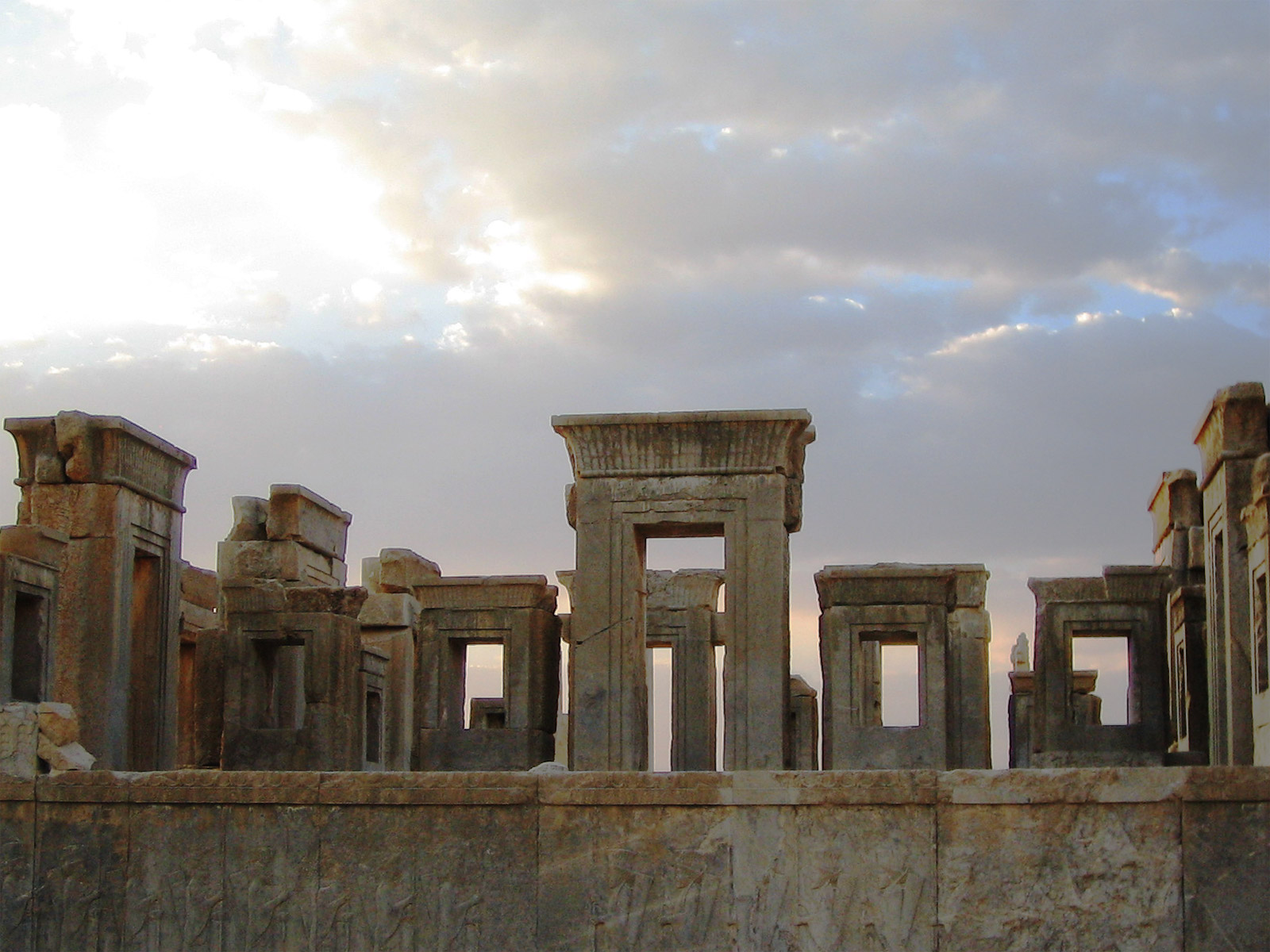
Руины Дворца Дария Великого[англ.], Персеполь
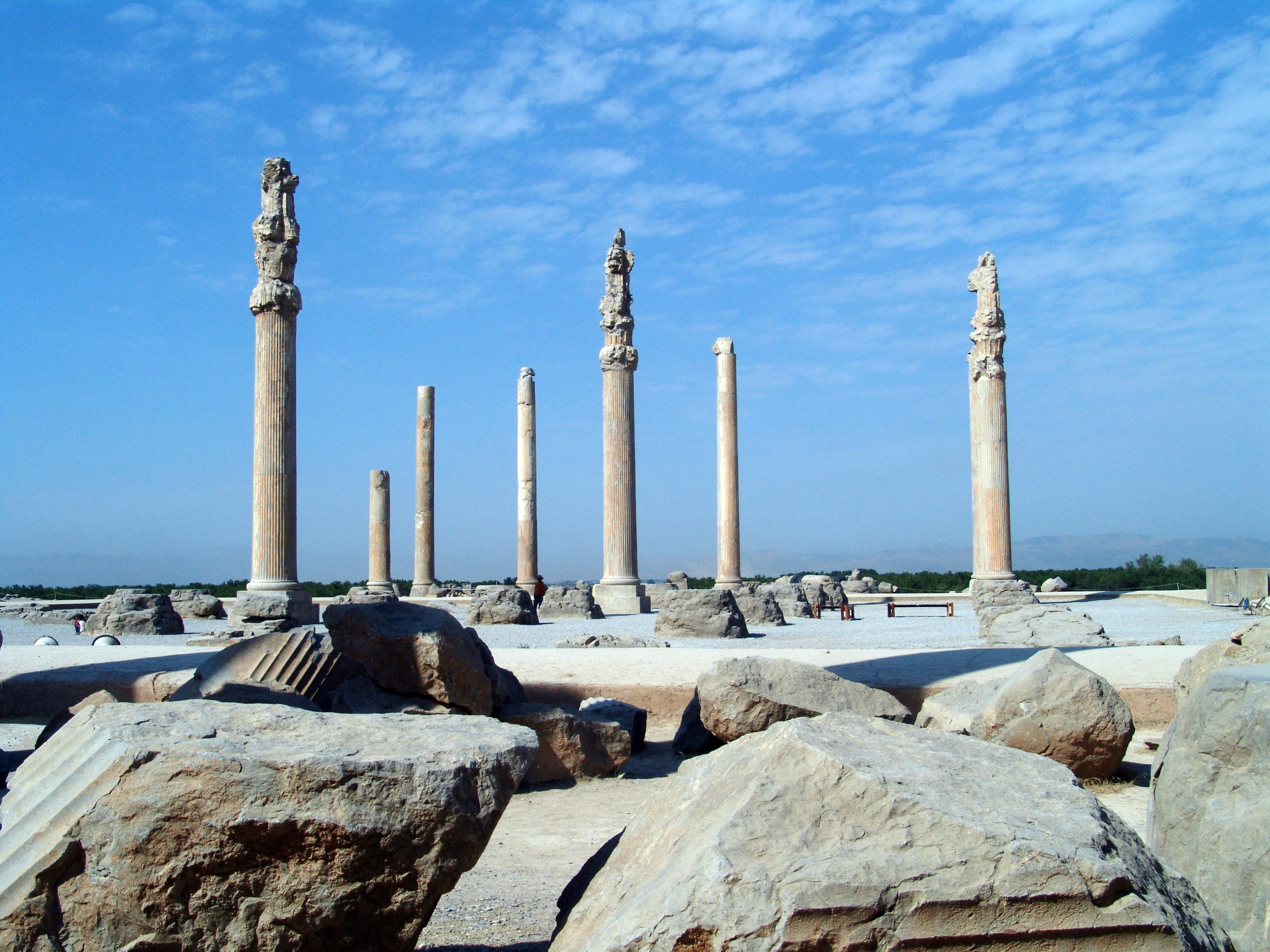
Руины Ападаны, Персеполь
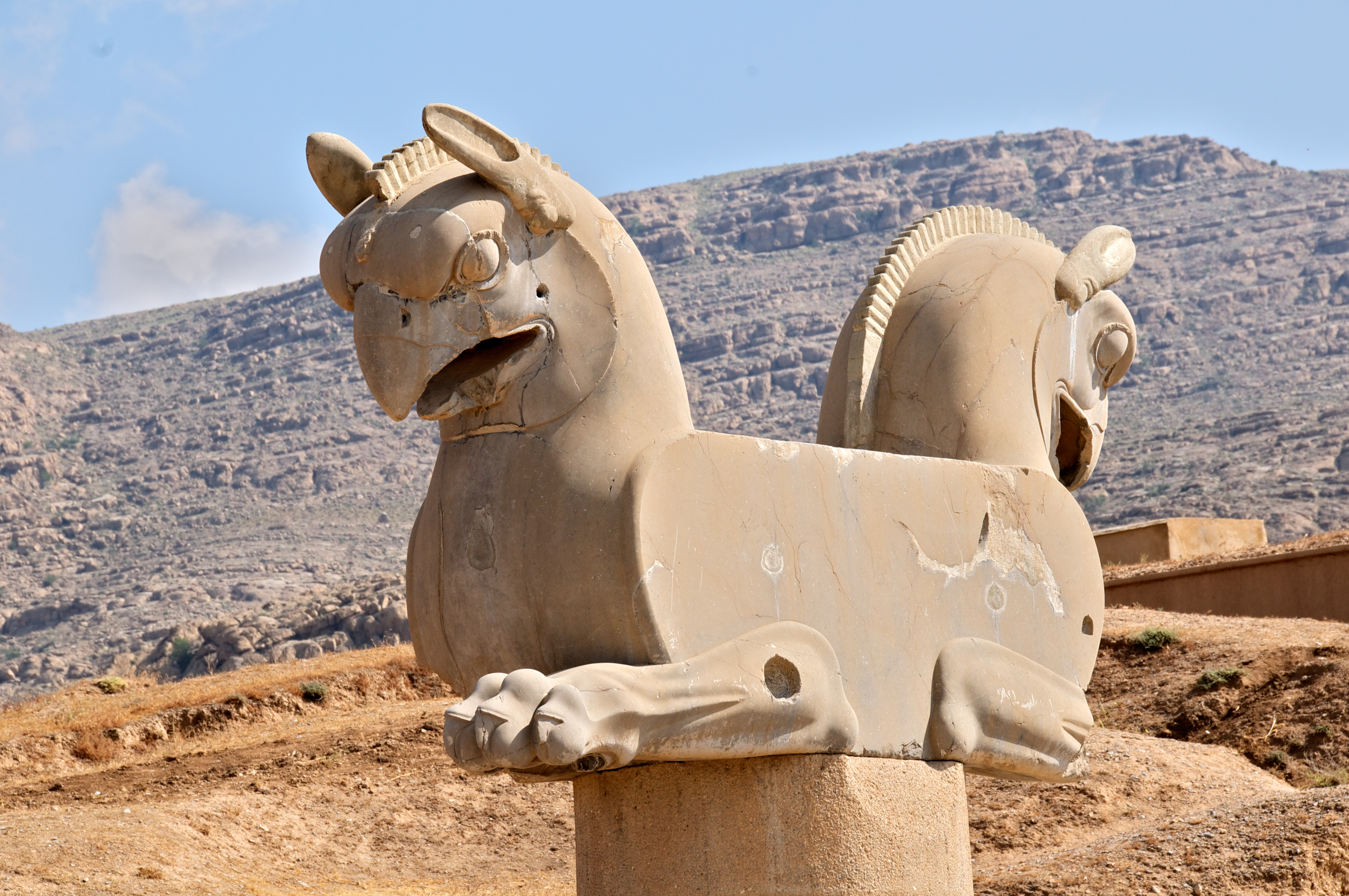
Капитель грифона в Персеполе
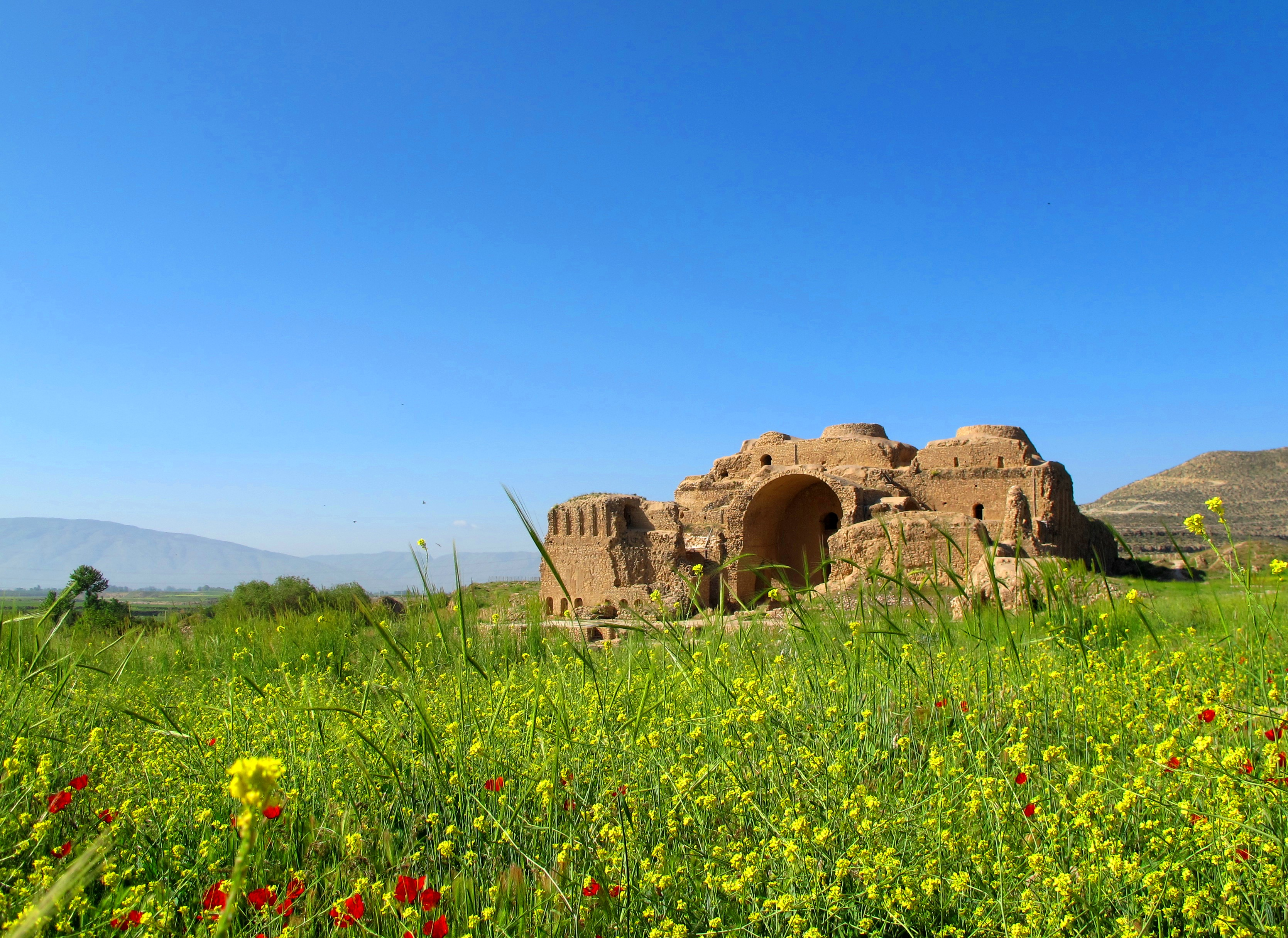
Дворец Ардашира
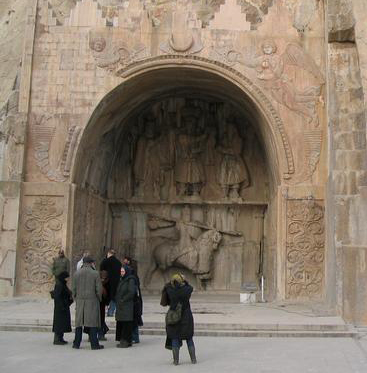
Сасанидские[англ.] рельефы в Так-е Бостане
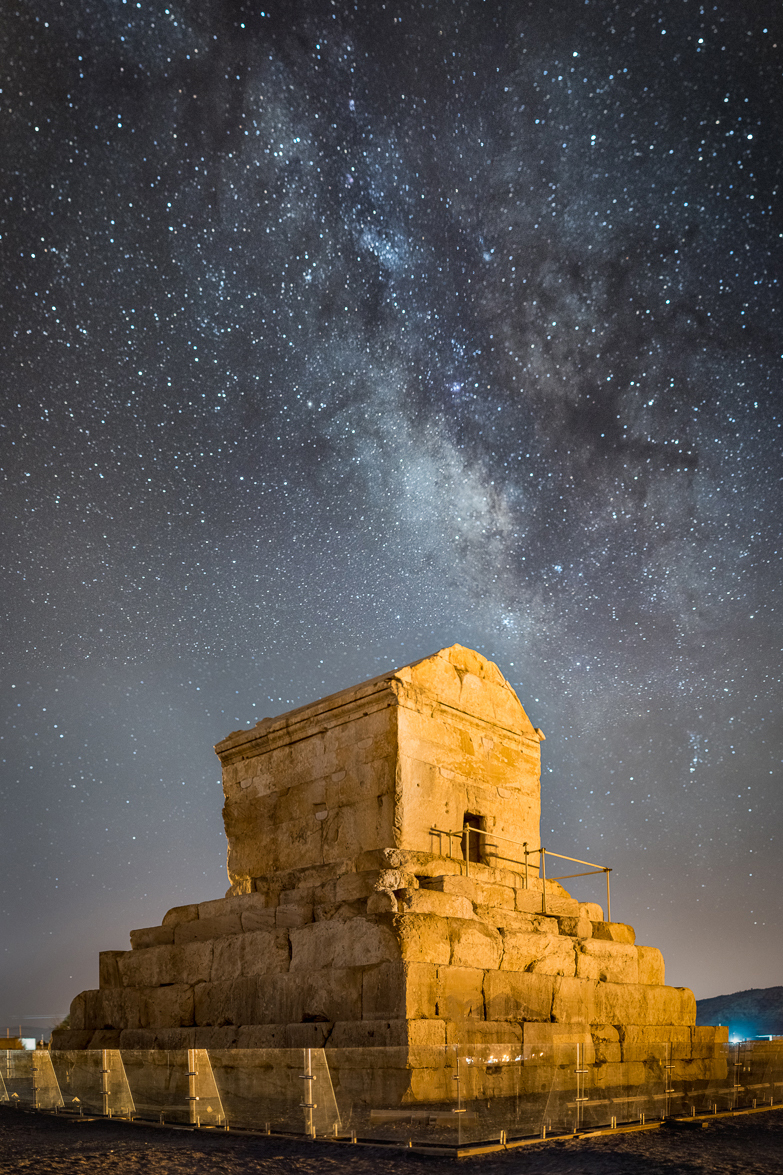
Гробница Кира, Пасаргады

### Сады

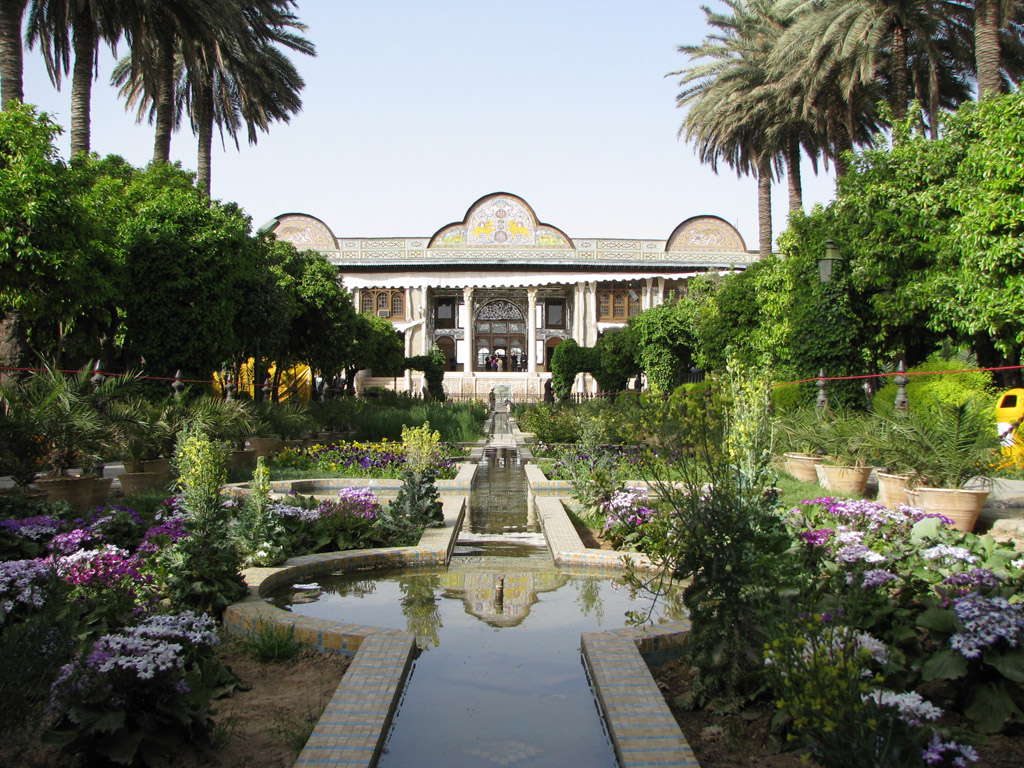
Дом Кавама[англ.], Шираз
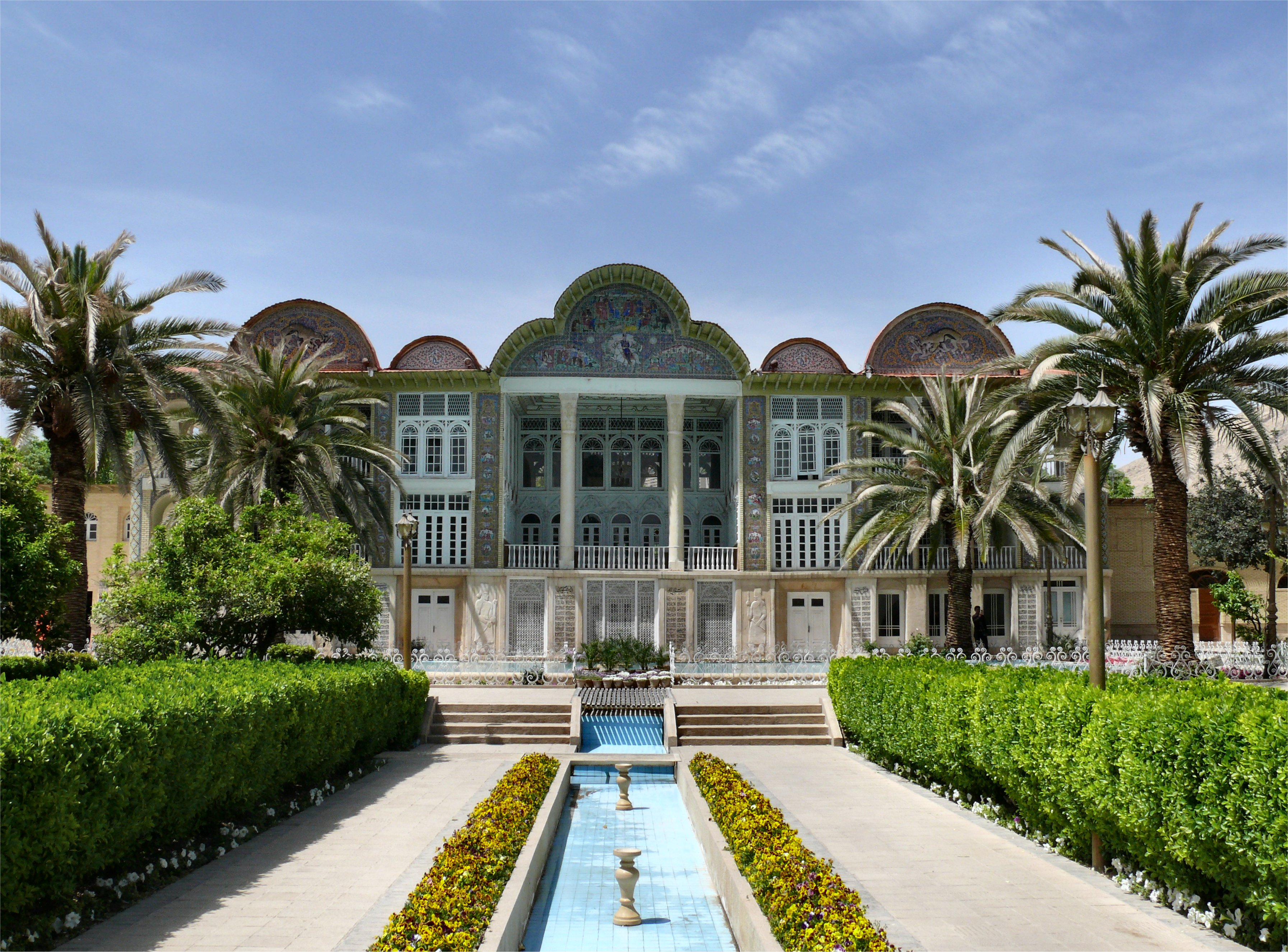
Сад Эрам, Шираз
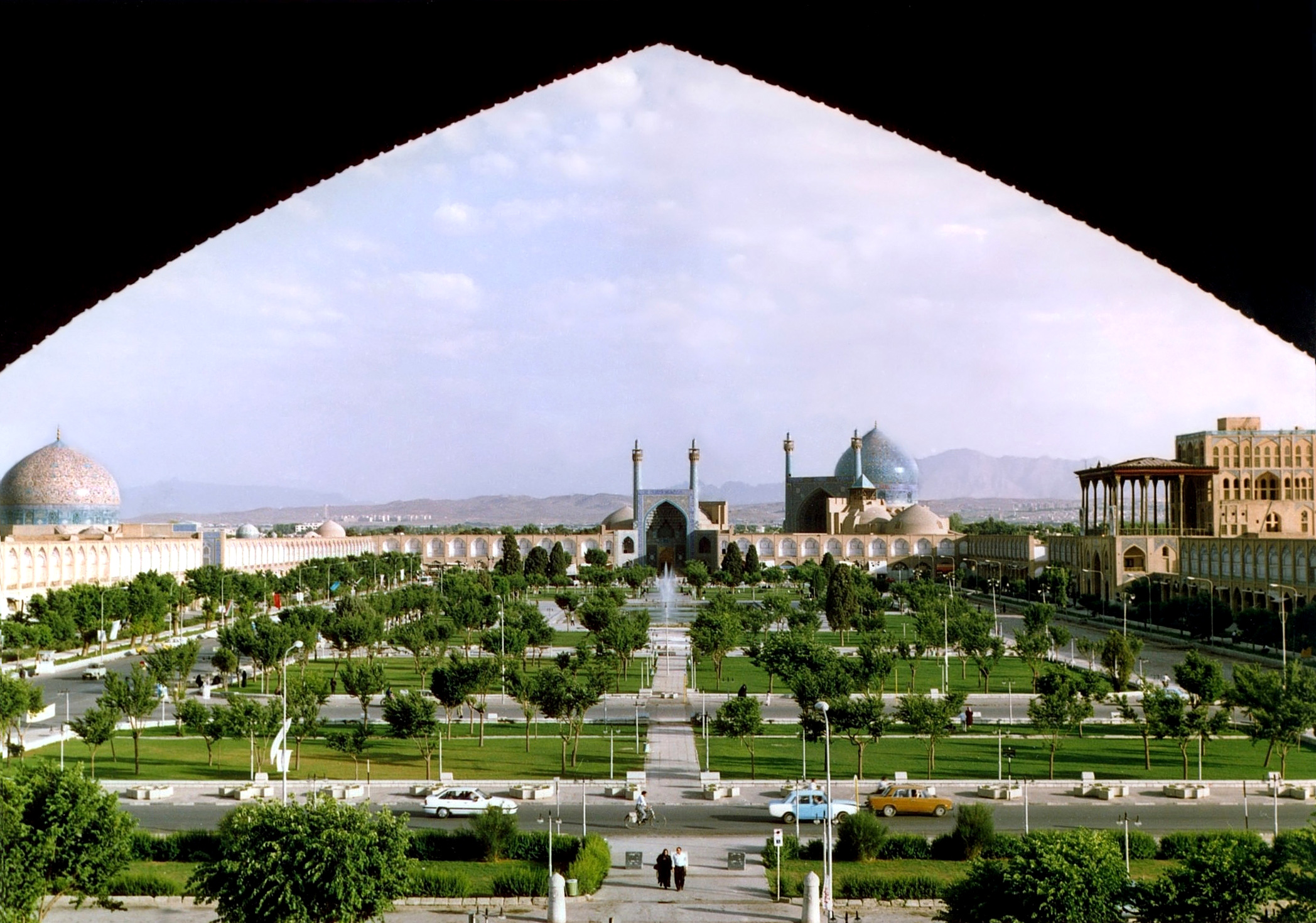
Площадь Накш-э Джахан, Исфахан
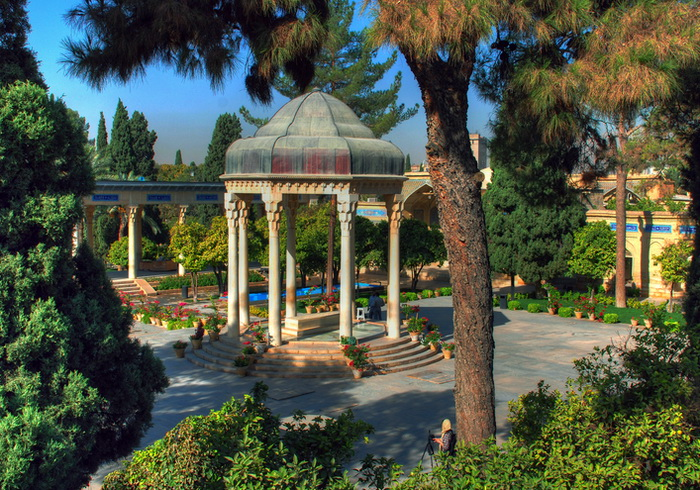
Гробница Хафиза[англ.], Шираз
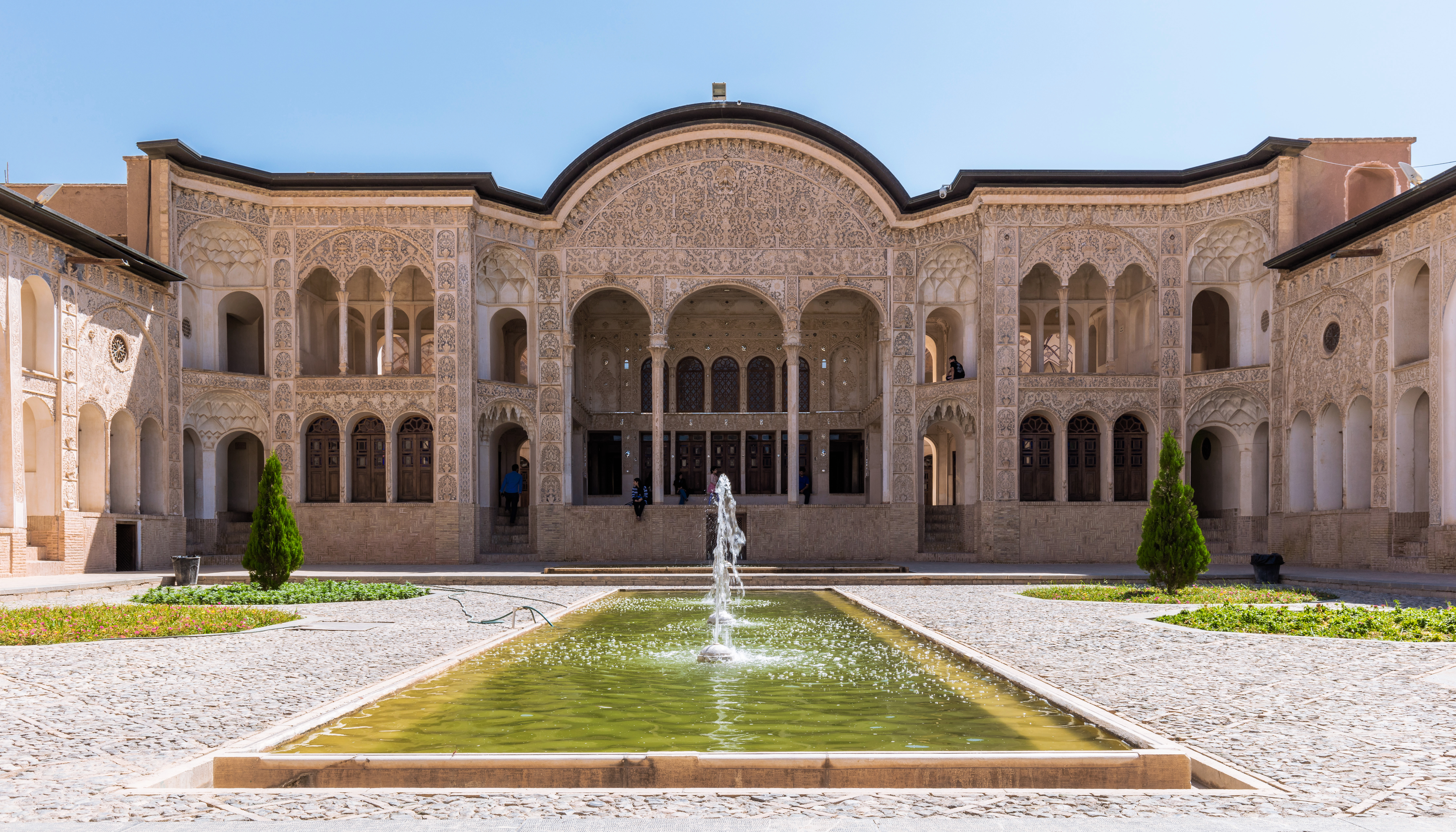
Дом Табатабая[англ.], Кашан

### Ковры

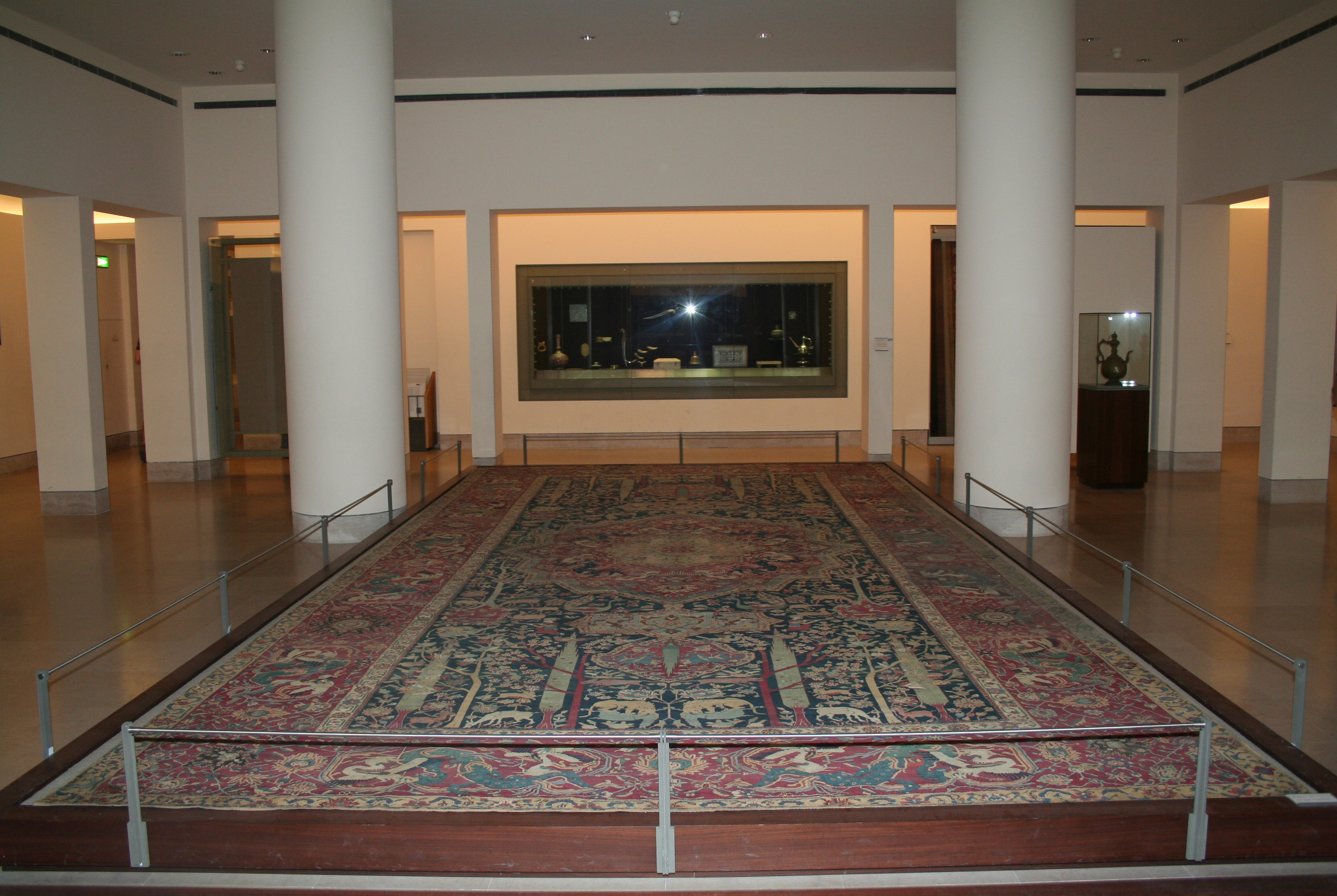
Персидский ковёр, выставленный в Лувре
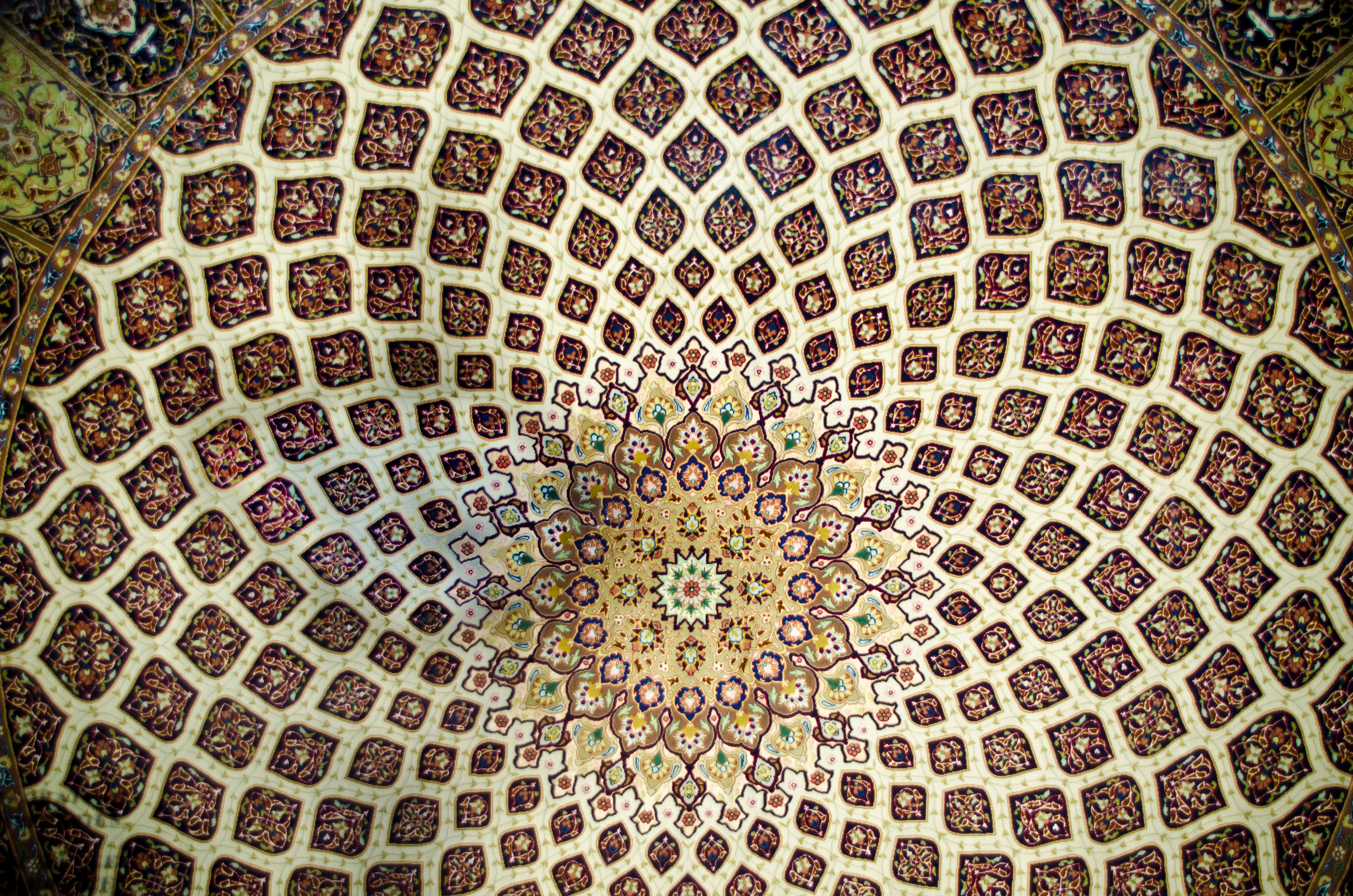
Деталь персидского ковра
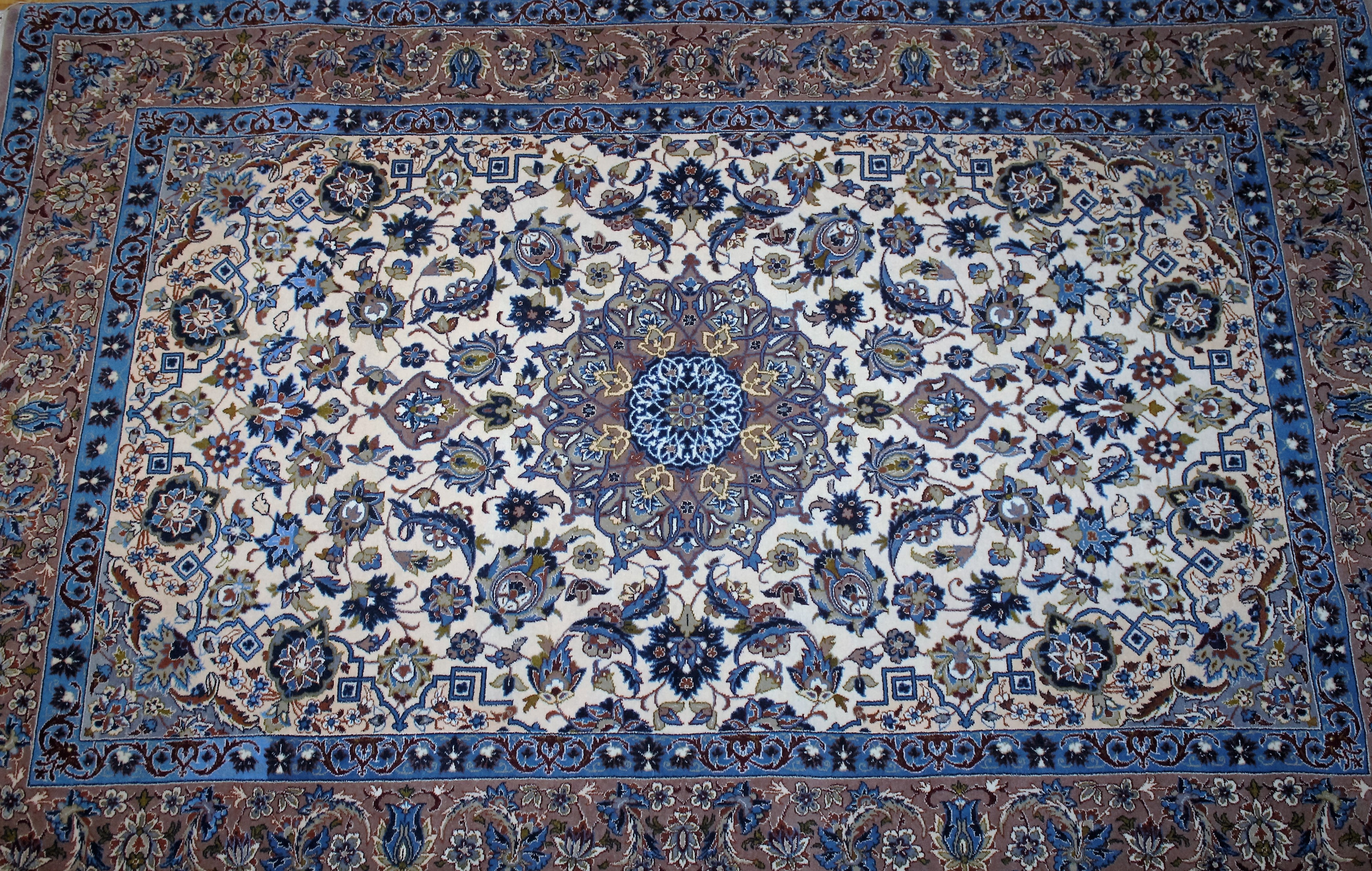
Ковёр из Исфахана
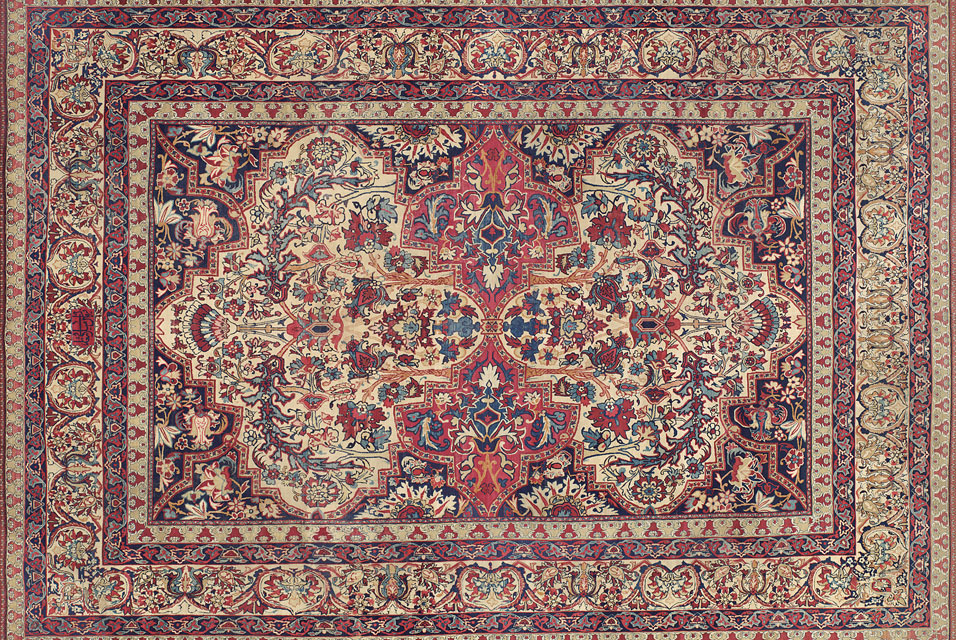
Персидский ковёр из Кермана
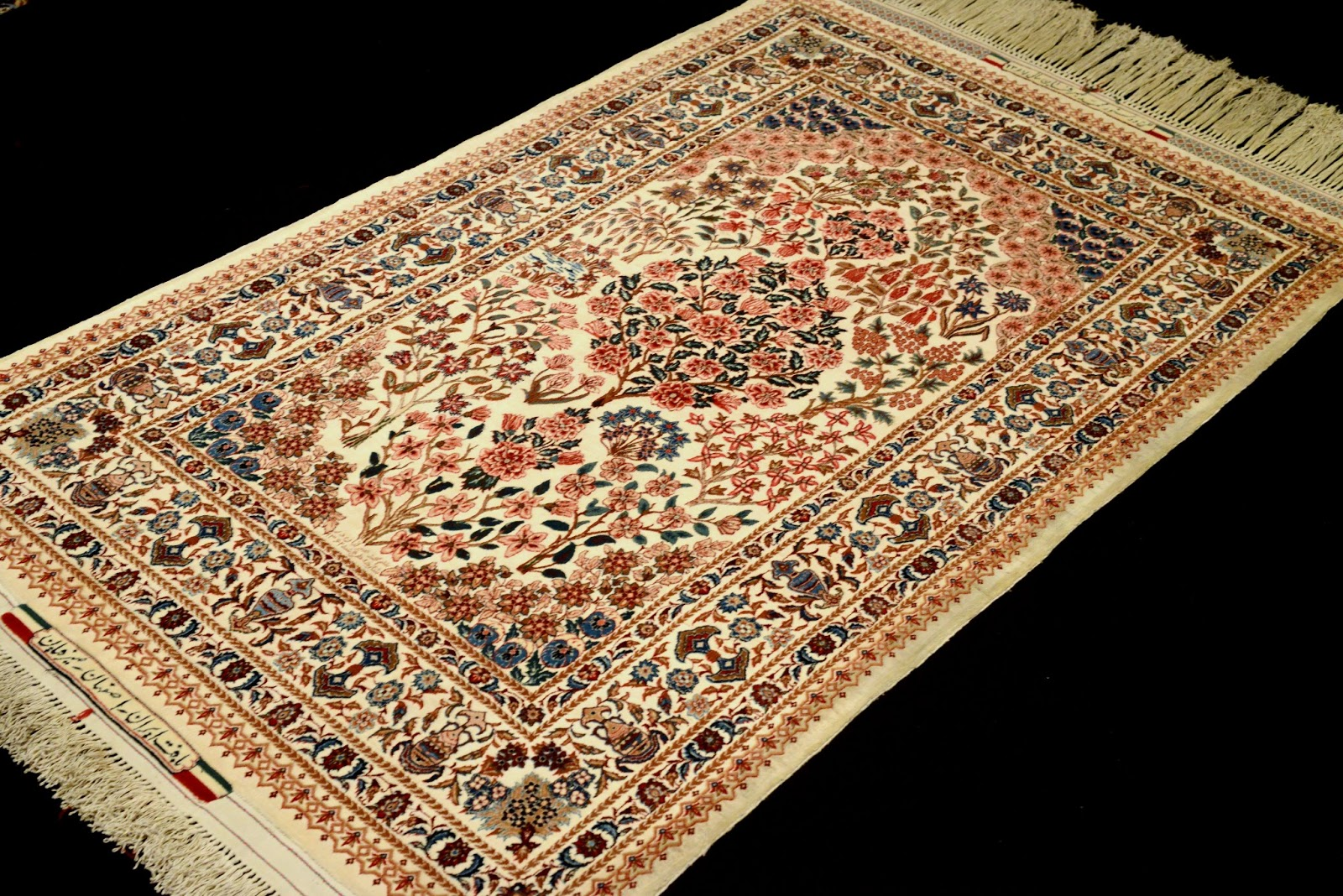
Исфаханский коврик[англ.]